# Alphen aan den Rijn
Alphen aan den Rijn es una ciudad y también un municipio de los Países Bajos de 70.000 habitantes, en la provincia de Holanda Meridional, entre Leiden y Utrecht. 
Su término municipal, atravesado por el río Rin tiene una extensión de 57,68 km². 
Alphen fue fundada por los romanos, que la llamaron castellum Albanianae, asentamiento junto al río blanco. Todavía se conservan ruinas de este castillo.
El 9 de abril de 2011 se produjo un tiroteo en el centro comercial de Alphen aan den Rijn cuando un joven de 24 años disparó contra varias personas, provocando la muerte a siete de ellas.

## Galerìa

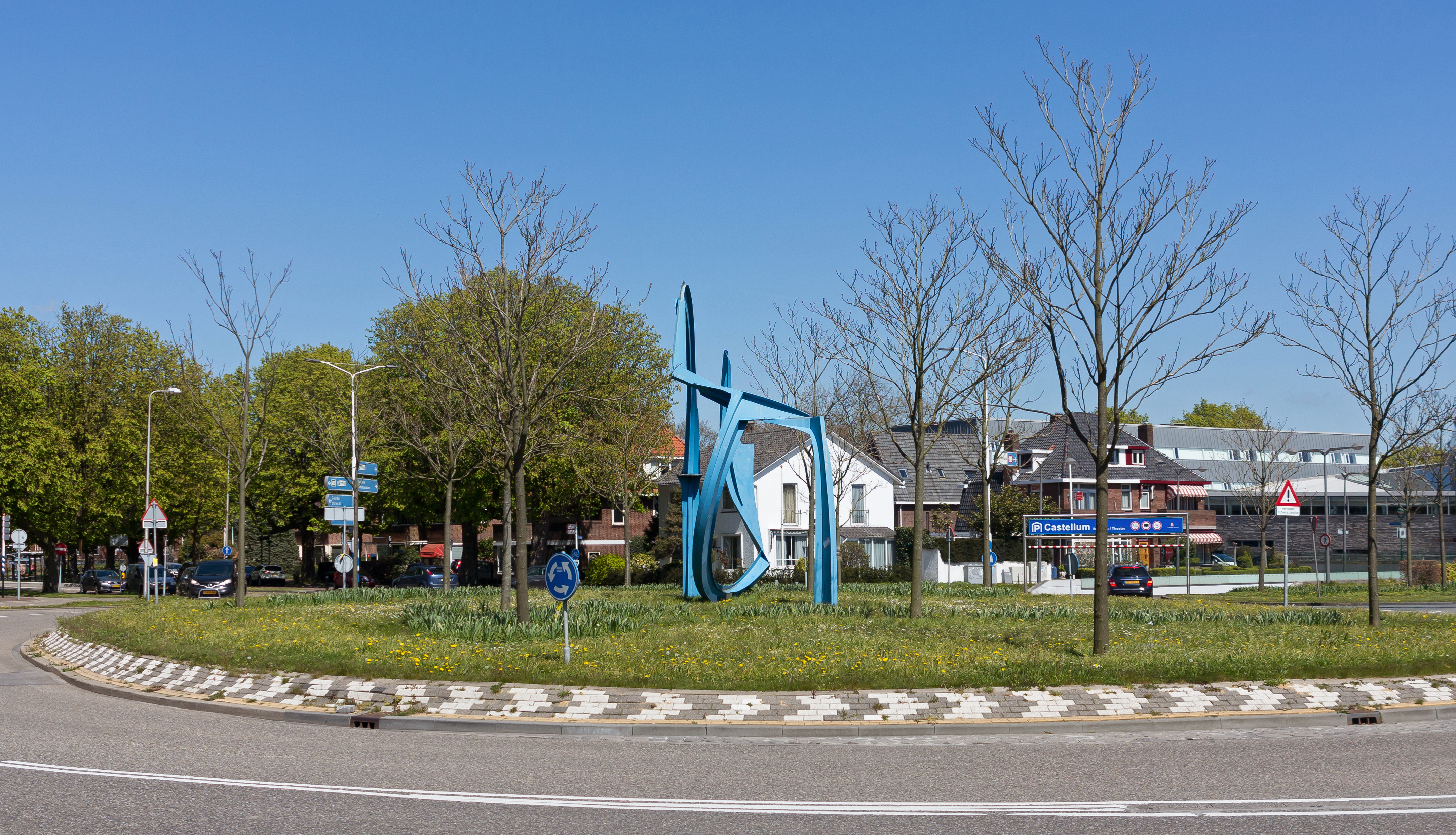
Alphen aan den Rijn, la rotonda: Raoul Wallenbergplein
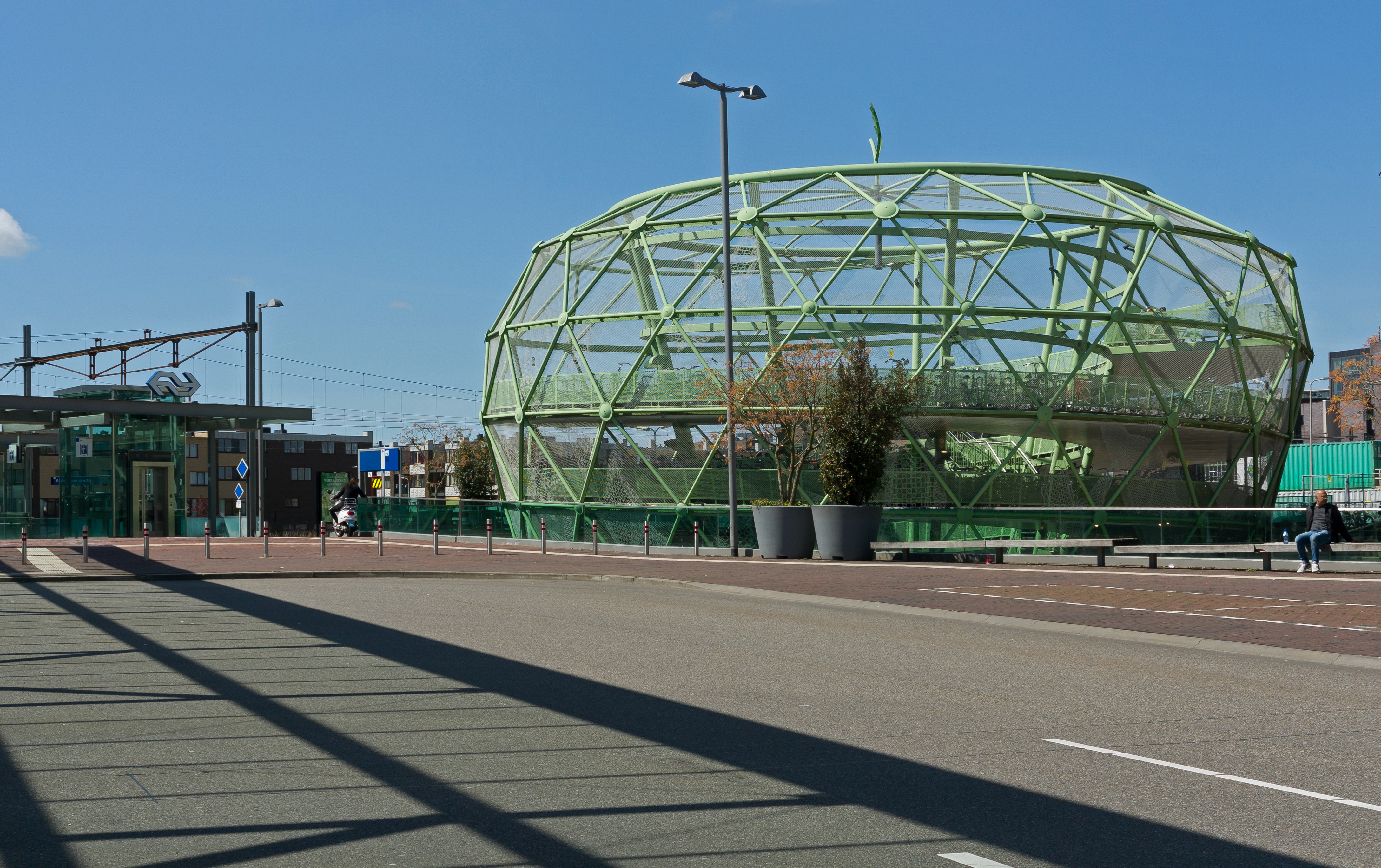
Alphen aan den Rijn, estacionamiento de bicicletas cerca de la estación
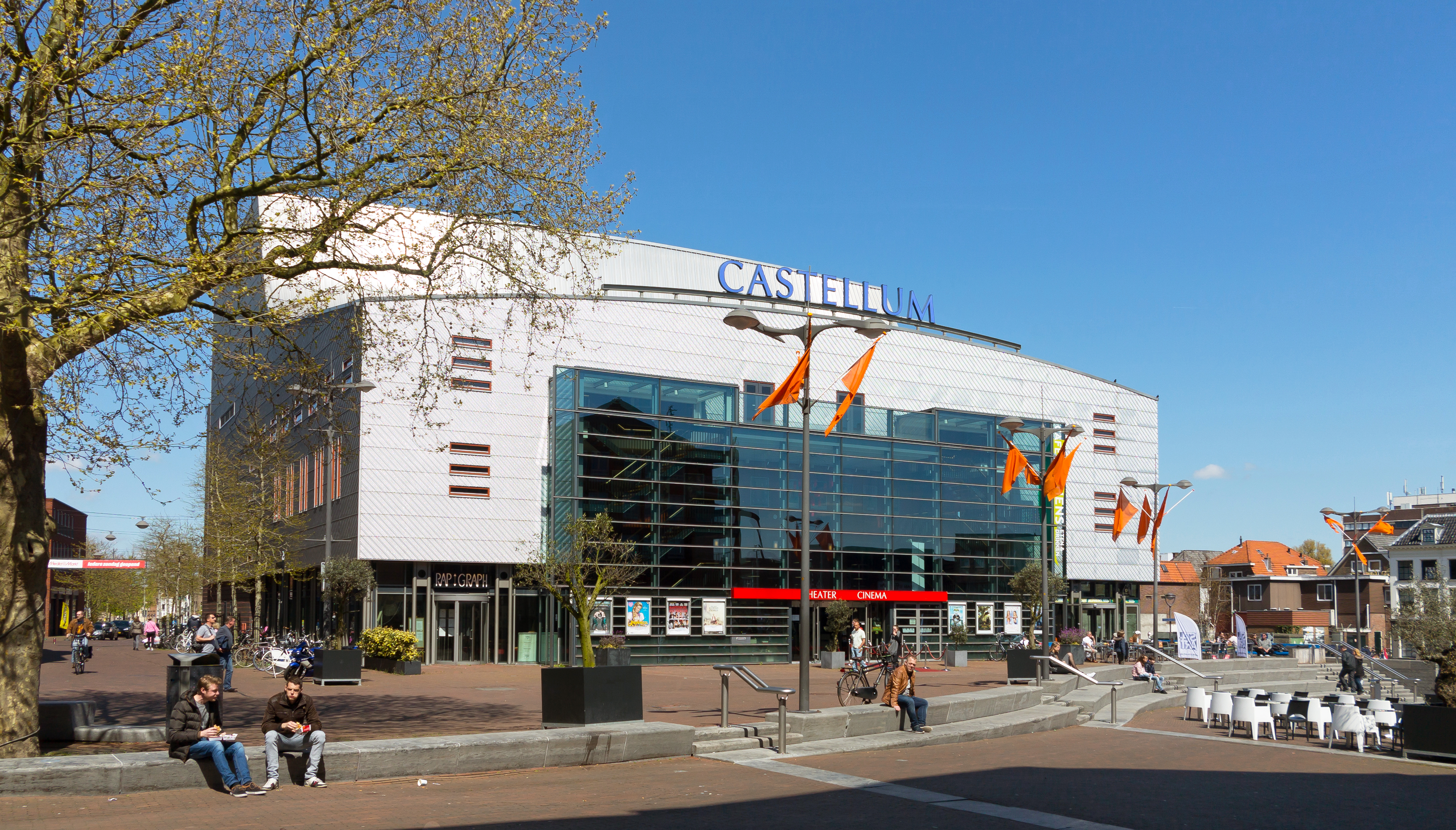
Alphen aan den Rijn, teatro-cine : het Castellum
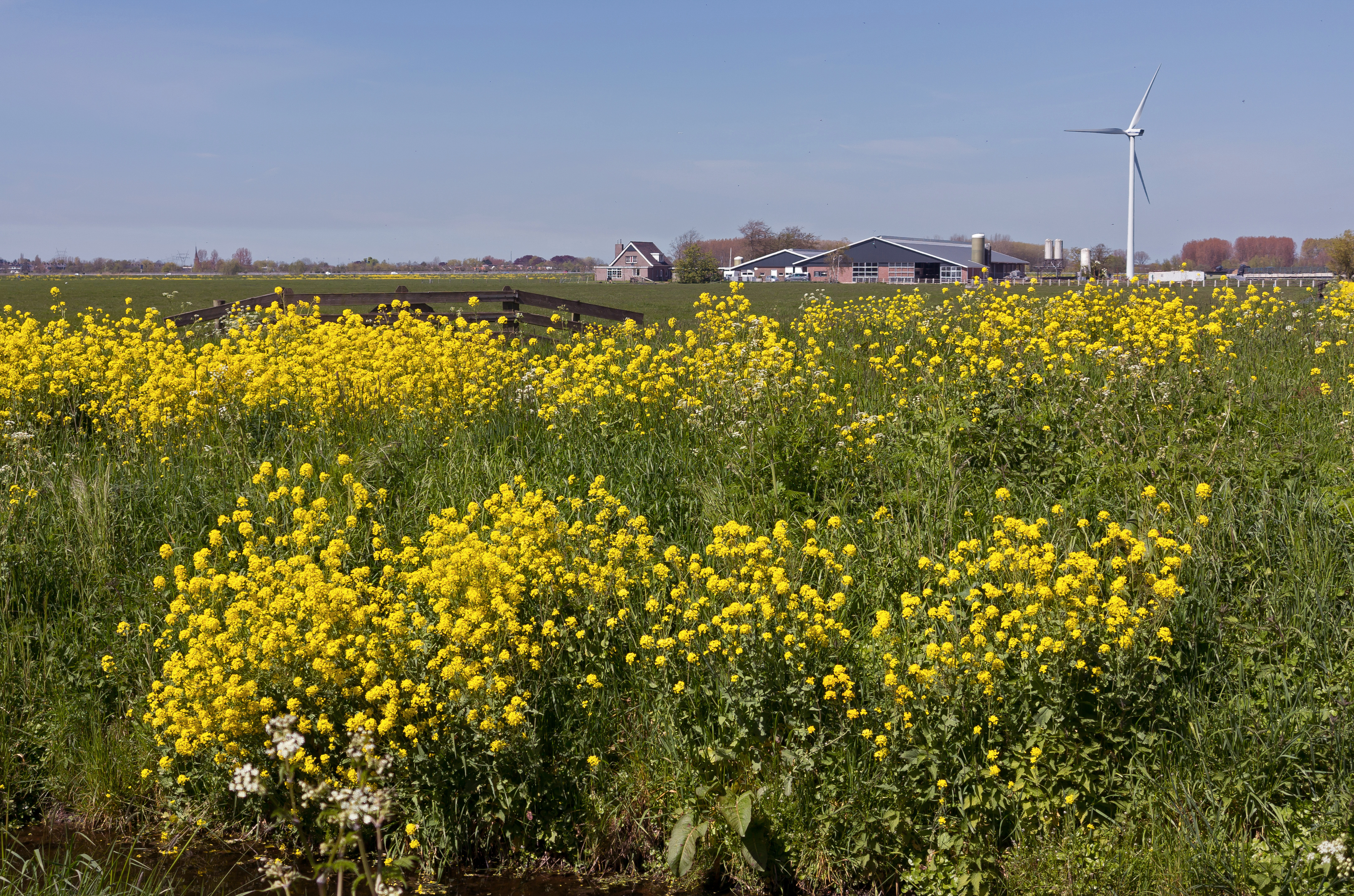
entre Hazerswoude Dorp y Alphen aan den Rijn, el panorama
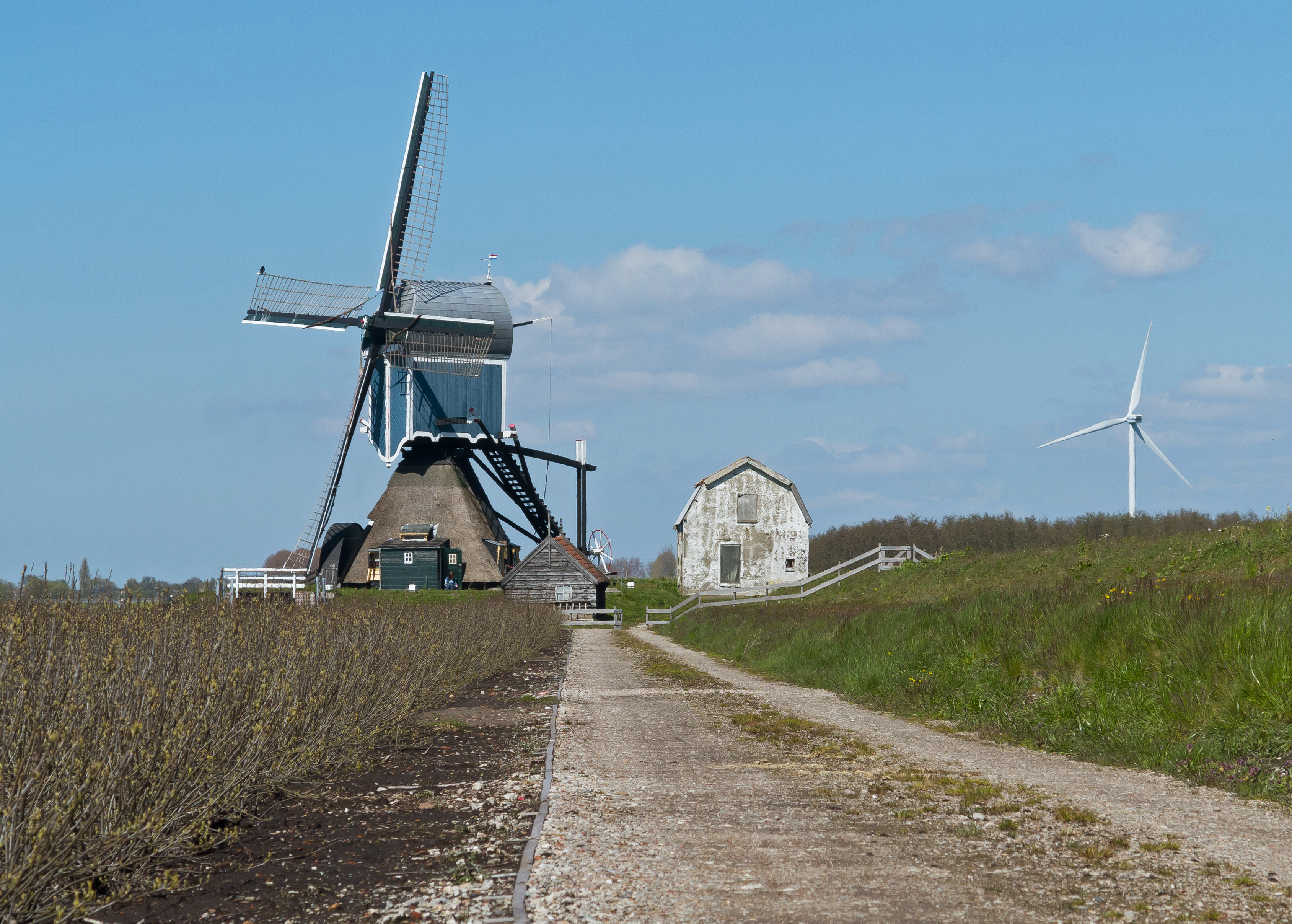
Hazerswoude-Dorp, el molino: de Gere Molen
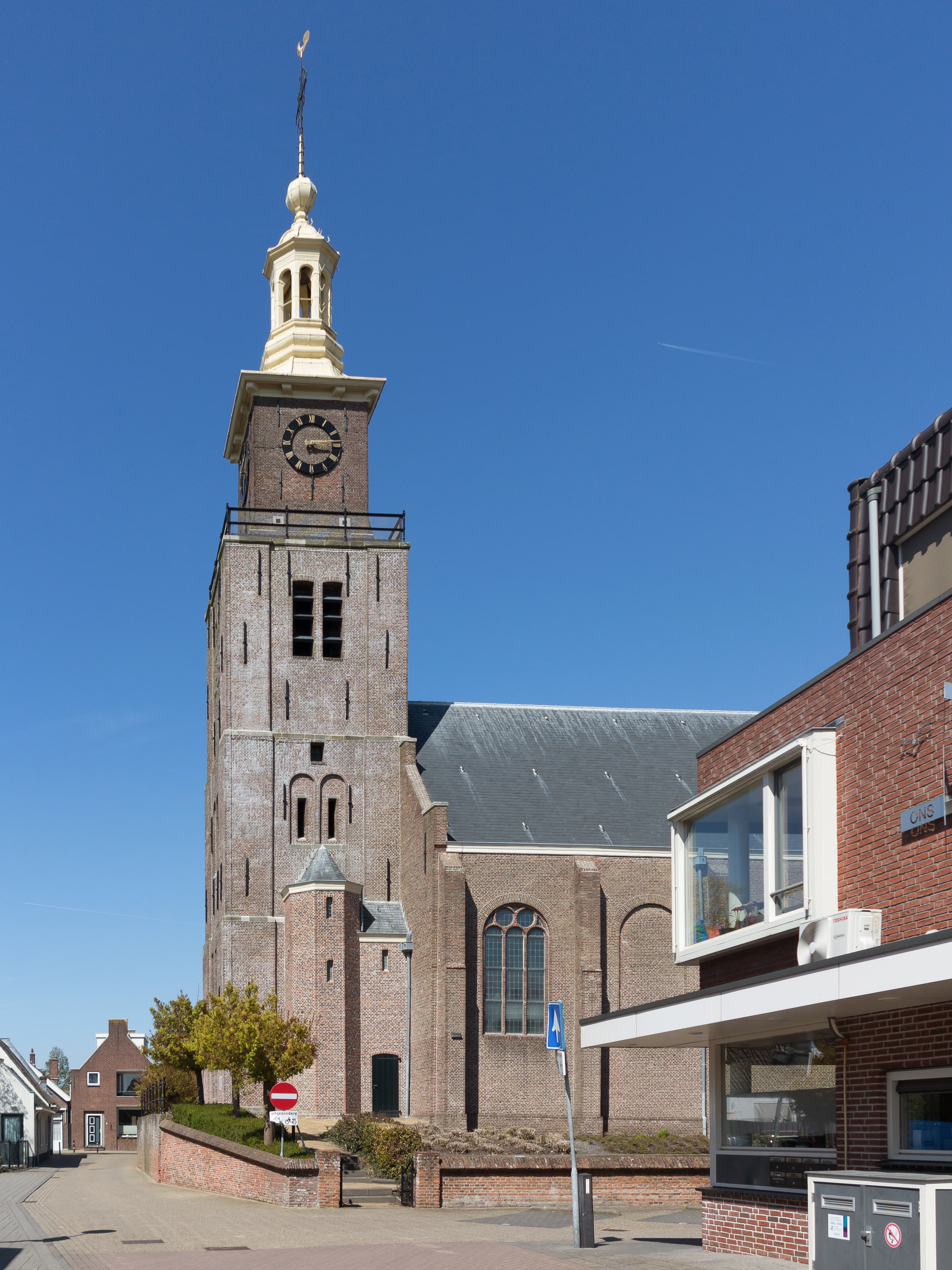
Hazerswoude- Dorp, la iglesia reformada
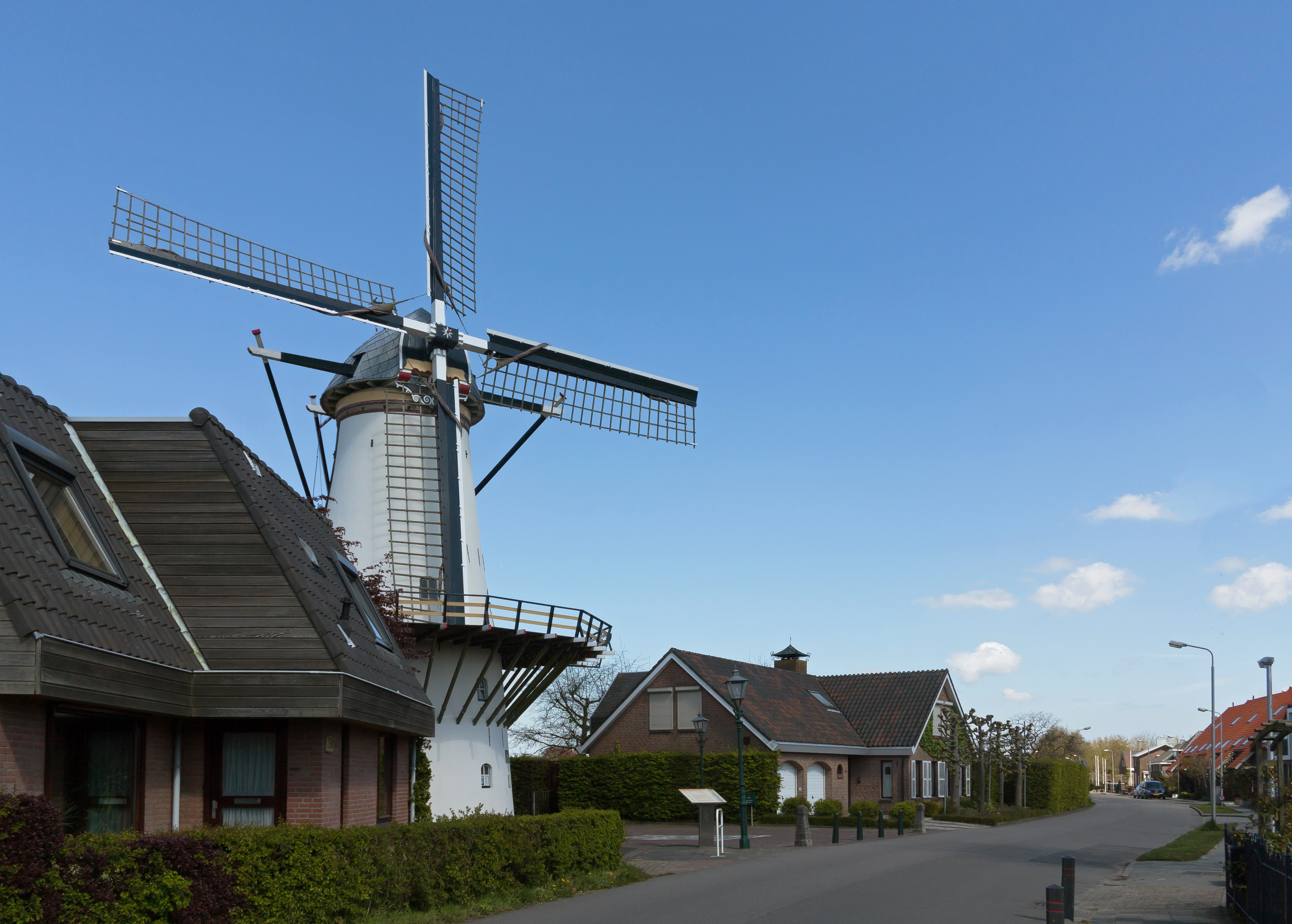
Benthuizen, el molino: de Haas
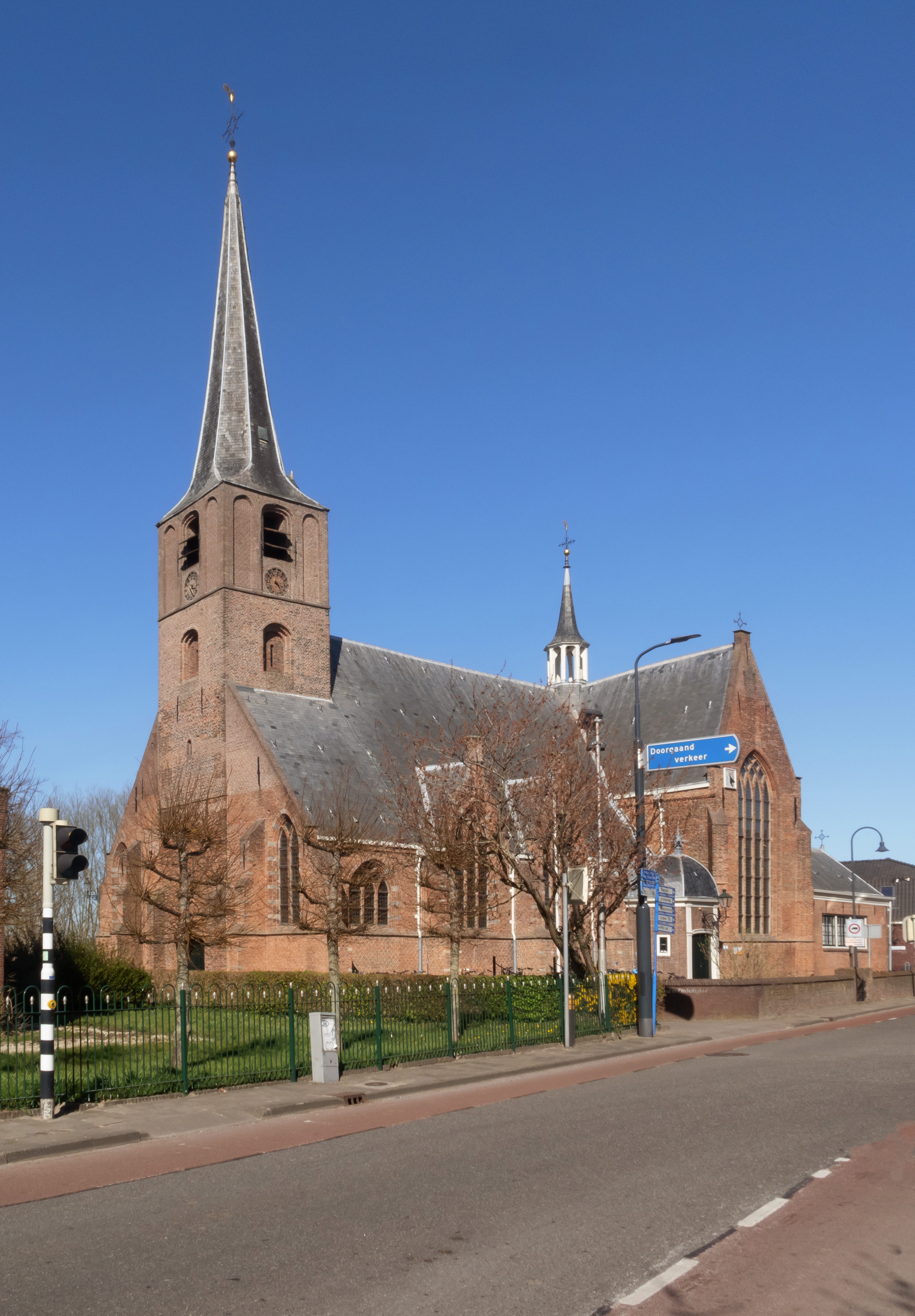
Koudekerk aan den Rijn, la iglesia protestante